# أبيل ري
أبيل ري (بالفرنسية: Abel Rey) هو مؤرخ علوم وفيلسوف فرنسي، ولد في 29 ديسمبر 1873 في تشالون سور ساون في فرنسا، وتوفي في 13 يناير 1940 في باريس في فرنسا.

## وصلات خارجية
- هابيل ري على موقع الموسوعة البريطانية (الإنجليزية)